# ヴィットリオ・ソロチュク
ヴィットリオ・ソロチュク（宇: Вітторіо Соротюк）は、1945年4月12日生まれのウクライナ系ブラジル人で、弁護士、公人、政治家である。世界ウクライナ人会議の副会長であり、南米におけるウクライナ人移民社会を代表し、またウクライナ・ブラジル中央会の代表も務めている。

## 半生
曽祖父のセムコ・ソロチュクは、ディツキウツィ村（現在のウクライナのテルノーピリ地方）出身だった。父ジョアン・ソロチュクの両親ジョアキム・ソロチュクとマダレナ・ドロホミルスカ、母ズスティナ・グディマの両親ジョアン・グディマとカテリーナ・コノパツカは、1896年にブラジルに入境した。ヴィットリオ・ソロチュクは、1945年4月12日にプルデントポリス市（パラナ州）に生まれた。兄弟にピサンカ細工の職人がおり、クリチバのウクライナ記念碑にあるピサンカは、その兄弟の作である。
彼はパラナ連邦大学法学部を卒業し、法学の学士号を取得した。環境法の分野で弁護士としての経験も積んだ。また、ジュネーブ大学の開発研究所でも学んだ。1967年から1968年にかけて、彼の名にちなんで名付けられたトレーニング・センターの所長として、パラナ連邦大学法学部のヒューゴ・シマスの指導のもとで働いた。
また、軍事独裁政権と闘う左翼学生運動や労働組合運動に積極的に参加した。1968年から1969年にかけて、パラナ連邦大学の学生中央委員長を務めた。1969年には独裁政権に対する抗議活動を組織し、そのために何度か投獄された。1970年にはチリへの移住を余儀なくされ、そこで学生集会の一つでサルバドール・アジェンデ大統領が名付け親であるエリアナと出会い、後に妻とした。1973年にアジェンデが打倒された後、ブラジルに帰国した。1980年には労働者党の創設者の一人として活動した。
1983年から1991年まで、パラナの下層土・地図・植物研究所の検察局で弁護士として勤務した。その後、1991年から1992年まで同研究所の所長を務めた。さらに、同じ年に国家環境評議会の委員としても活動した。1991年にはバネスタド銀行の経営管理委員にも就任した。そして、1992年7月から12月まで、パラナ政府の環境事務局長を務めた。
1992年から1995年まで、彼は再び弁護士としてパラナ環境研究所の検察局に戻った。また、1992年12月から1994年10月まで、パラナ州知事の特別補佐官としても勤務した。その後、1994年10月にパラナ州政府の環境長官に就任したため、彼はバネスタド銀行の経営管理委員を辞任した。
1996年から2002年まで、彼は非政府環境保護団体で環境擁護活動に従事した。1997年には、パラナ州のブラジル弁護士協会の環境委員会の副委員長に任命され、2002年までその職を務めた。
環境擁護活動に加えて、ブラジルにおけるウクライナ組織の発展に積極的に関与した。2002年には、ウクライナ・ブラジル中央会の監督委員会の委員長に就任し、2003年にはその会長に選出され、現在もこの立場にある。また、彼は現在、トゥイウティ大学法学部で環境法を教えている。

## 栄典
2023年12月28日に、多年にわたる国家間協力の強化、国家主権とウクライナの領土一体性の支持、世界におけるウクライナ国家の普及に対する多大な個人的貢献に対して、ウクライナの最高勲章であるヤロスラフ賢王勲章が授与された。

## 家族
妻のエリアナ・デル・カルメン・ヘレロスとの間に、ジョアン・エンリケ・ヘレロス＝ソロチュク（1983年生まれ）とマリリア・マダレナ・ヘレロス＝ソロチュク（1985年生まれ）の二子がいる。